# Mo Williams
Maurice "Mo" Williams (Jackson, 19 de dezembro de 1982) é um ex-jogador norte-americano de basquete profissional que atuava na NBA. Tem 1.84 metros de altura e jogava na posição de armador.
Mo Williams foi escolhido na segunda rodada do draft da NBA de 2003 pelo Utah Jazz. Em 2009, foi selecionado para disputar o NBA All-Star Game. Em 2016, foi campeão da NBA atuando pelo Cleveland Cavaliers.

## Estatísticas na NBA
| † | Campeão da NBA |

### Temporada Regular
| Ano      | Equipe        | PJ  | PT  | MPP  | %TC  | %3P  | %TL  | RPP | APP | ROB | TPP | PPP  |
| -------- | ------------- | --- | --- | ---- | ---- | ---- | ---- | --- | --- | --- | --- | ---- |
| 2003-04  | Utah          | 57  | 0   | 13.5 | .380 | .256 | .786 | 1.3 | 1.3 | .5  | .0  | 5.0  |
| 2004-05  | Milwaukee     | 80  | 80  | 28.2 | .438 | .323 | .850 | 3.1 | 6.1 | .9  | .1  | 10.2 |
| 2005-06  | Milwaukee     | 58  | 12  | 26.4 | .424 | .382 | .850 | 2.5 | 4.0 | .9  | .1  | 12.1 |
| 2006-07  | Milwaukee     | 68  | 68  | 36.4 | .446 | .346 | .855 | 4.8 | 6.1 | 1.2 | .1  | 17.3 |
| 2007-08  | Milwaukee     | 66  | 66  | 36.5 | .480 | .385 | .856 | 3.5 | 6.3 | 1.2 | .2  | 17.2 |
| 2008-09  | Cleveland     | 81  | 81  | 35.0 | .467 | .436 | .912 | 3.4 | 4.1 | .9  | .1  | 17.8 |
| 2009-10  | Cleveland     | 69  | 68  | 34.2 | .442 | .429 | .894 | 3.0 | 5.3 | 1.0 | .3  | 15.8 |
| 2010-11  | Cleveland     | 36  | 34  | 29.6 | .385 | .265 | .833 | 2.7 | 7.1 | .9  | .3  | 13.3 |
| 2010-11  | L.A. Clippers | 22  | 22  | 32.9 | .422 | .398 | .880 | 2.5 | 5.6 | .9  | .0  | 15.2 |
| 2011-12  | L.A. Clippers | 52  | 1   | 28.3 | .426 | .389 | .900 | 1.9 | 3.1 | 1.0 | .1  | 13.2 |
| 2012-13  | Utah          | 46  | 46  | 30.8 | .430 | .383 | .882 | 2.4 | 6.2 | 1.0 | .2  | 12.9 |
| 2013-14  | Portland      | 74  | 0   | 24.8 | .417 | .369 | .876 | 2.1 | 4.3 | .7  | .1  | 9.7  |
| 2014-15  | Minnesota     | 41  | 19  | 28.0 | .403 | .347 | .851 | 2.4 | 6.4 | .7  | .2  | 12.2 |
| 2014-15  | Charlotte     | 27  | 14  | 30.8 | .390 | .337 | .892 | 2.8 | 6.0 | .6  | .2  | 17.2 |
| 2015-16† | Cleveland     | 41  | 14  | 18.2 | .437 | .353 | .905 | 1.8 | 2.4 | .3  | .1  | 8.2  |
| Total    | Total         | 818 | 525 | 29.2 | .434 | .378 | .871 | 2.8 | 4.9 | .9  | .1  | 13.2 |
| All-Star | All-Star      | 1   | 0   | 17.0 | .500 | .400 | .000 | 2.0 | 5.0 | .0  | .0  | 12.0 |

### Playoffs
| Ano   | Equipe        | PJ | PT | MPP  | %TC  | %3P  | %TL  | RPP | APP | ROB | TPP | PPP  |
| ----- | ------------- | -- | -- | ---- | ---- | ---- | ---- | --- | --- | --- | --- | ---- |
| 2006  | Milwaukee     | 5  | 0  | 15.0 | .500 | .182 | .000 | .6  | 2.0 | .2  | .0  | 7.2  |
| 2009  | Cleveland     | 14 | 14 | 38.6 | .408 | .372 | .767 | 3.2 | 4.1 | .7  | .1  | 16.3 |
| 2010  | Cleveland     | 11 | 11 | 37.4 | .409 | .327 | .804 | 3.1 | 5.4 | .6  | .2  | 14.4 |
| 2012  | L.A. Clippers | 11 | 0  | 20.8 | .436 | .364 | .923 | .8  | 1.4 | .6  | .4  | 9.6  |
| 2014  | Portland      | 8  | 0  | 23.4 | .373 | .238 | .909 | 1.5 | 1.9 | .4  | .0  | 7.4  |
| 2016† | Cleveland     | 13 | 0  | 5.2  | .286 | .231 | .500 | 0.5 | 0.2 | .3  | .0  | 1.5  |
| Total | Total         | 62 | 25 | 24.4 | .409 | .330 | .809 | 1.5 | 2.6 | .5  | .1  | 9.8  |